# منجنيق (ثقل مقابل)
منجنيق الثقل المقابل أو المِقذاف هو ضرب من المجانيق كان يستخدمه المقاتلون في العصور الوسطى لضرب الأسوار بالحجارة الثقيلة.

## التسمية
في اللغة العربية، كان يسمى المنجنيق المغربي أو المنجنيق الإفرنجي. في الصين كان يسمى (هويهوي باو) وتعني المنجنيق الإسلامي.

## معرض صور

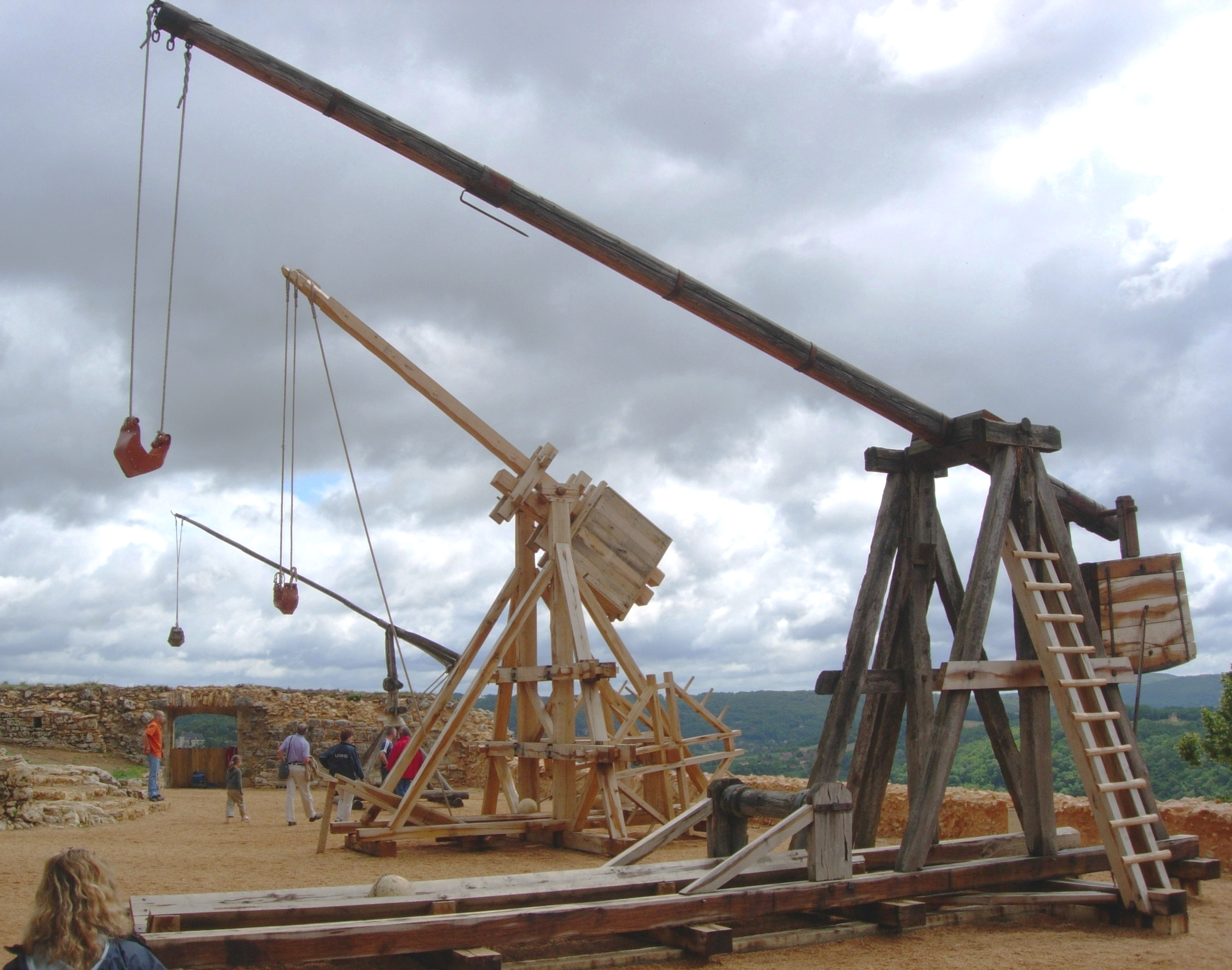
منجنيق الثقل المقابل في قلعة كاستالنو [الإنجليزية] بفرنسا
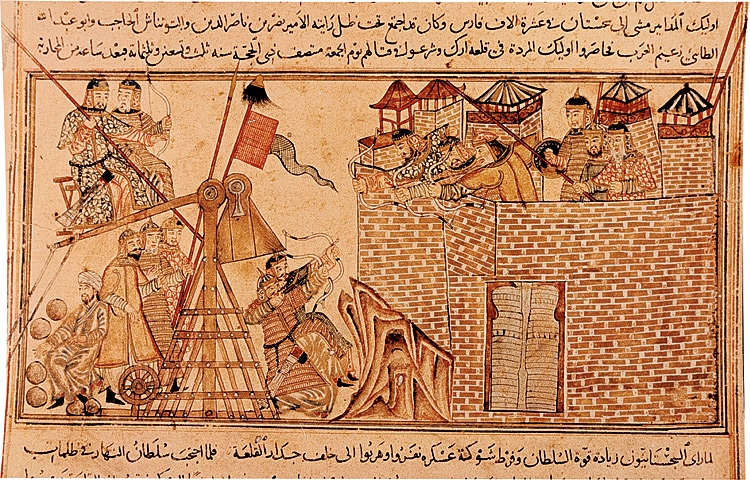
المحاربون المغول يستخدمون منجنيق الثقل المقابل لمحاصرة المدينة